# Иванов, Валерий Николаевич (тренер по борьбе)
Вале́рий Никола́евич Ивано́в (род. 4 июля 1946 года) — советский и российский тренер по вольной борьбе. Заслуженный тренер России (1992) и РСФСР. Почётный гражданин Усть-Ордынского Бурятского автономного округа и Осинского района (2006).

## Биография
Родился 4 июля 1946 года. Окончил Бурятский государственный педагогический институт.
C 1967 по 1971 год работал на кафедре физического воспитания сельскохозяйственного института. С 1971 по 1991 год работал старшим преподавателем кафедры борьбы и гимнастики в Бурятском государственном институте.
С 1991 по 2001 год занимал должность первого заместителя председателя Государственного комитета по делам молодежи, туризму и физической культуре Республики Бурятия.
С 2001 года является старшим тренером-преподавателем школы высшего спортивного мастерства Республики Бурятия.
Участвовал в эстафете олимпийского огня «Сочи 2014».
Наиболее высоких результатов среди его воспитанников добились:
- Фёдор Махутов — заслуженный тренер России[6],
- Александр Богомоев — чемпион Европейских игр, чемпион Европы, трёхкратный чемпион России (2014, 2015, 2016)[7][8].

## Награды и звания
- Почётное звание «Заслуженный тренер России» (1992).
- Почётный гражданин Усть-Ордынского Бурятского автономного округа и Осинского района (2006)[9].
- Почётное звание «Заслуженный работник физической культуры Республики Бурятия»
- Почётное звание «Заслуженный работник культуры Бурятской АССР»
- Медаль «За заслуги перед Республикой Бурятия» (2016)[7].